# Осада Азова (1736)
Осада Азова — одно из сражений русско-турецкой войны 1735—1739 годов, во время которого турецкая крепость Азов была взята русскими войсками.

## Предыстория
В кампанию 1736 года русское правительство целью военных действий выбрало два направления — Азов и Крым. Фельдмаршал Бурхард Миних в письме герцогу Эрнсту Бирону изложил следующий взгляд на всю войну:
«На 1736 г.: Азов буден наш. Мы станем господами Дона, Донца, Перекопа, владений ногайских меж Доном и Днепром по Чёрному морю, а, может быть, и самый Крым нам будет принадлежать.
На 1737 г.: подчиняется весь Крым, Кубань, приобретается Кабарда. Императрица — владычица на Азовском море и гирле между Крымом и Кубанью.
На 1738 г.: подчиняется без малейшего риска Белгородская и Буджакская орды по ту сторону Днестра, Молдавия и Валахия, которыя стонут под игом турок. Спасаются и греки под крылья Русского орла.
На 1739 г.: знамёна и штандарты Ея Величества водружаются… где? в Константинополе…».
29 февраля (11 марта) 1736, когда в Петербурге ещё шли дебаты по поводу предстоящей кампании, граф Миних выехал из Изюма в крепость св. Анны, чтобы на месте организовать блокаду Азова. Одновременно, как объяснил сам фельдмаршал, своей поездкой он намеревался ввести турок в заблуждение относительно всей кампании. 15 марта из Луганской станицы Миних распорядился о скорейшей отправке по вскрывшимся рекам флота, артиллерии с припасами и провианта в крепость св. Анны. На военный совет в крепость вызывались генерал-лейтенант Василий Левашов и контр-адмирал Пётр Бредаль. 19 марта граф Миних прибыл в крепость св. Анны, а 20 марта состоялся военный совет, на котором присутствовали комендант крепости, штаб-офицеры 7-ми полков, стоявших в крепости, и 7-ми донских старшин. Несмотря на нехватку провианта и неукомплектованность полков личным составом, на совете было принято решение немедленно начать действия по блокаде Азова. Этому способствовали известия, что из-за верхового ветра, мешающего проходу судов в Дон, азовский гарнизон не имеет возможности получить подкрепления, а русские, наоборот, по вскрывшимся рекам легко могут подкрепления подвести.

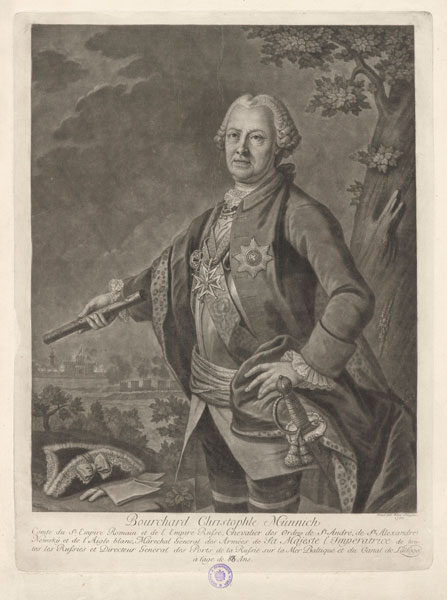
Генерал-фельдмаршал граф Буркхарт Христофор фон Миних

Для начала операции Миних располагал отрядом из 9 250 человек в составе:
1. 4 800 человек из 7-ми полков крепости св. Анны.
2. 250 артиллеристов, инженеров и минеров.
3. 2000 пеших донских казаков и 200 конных.
4. 1000 доброконных казаков казацкого старшины Ивана Краснощёкова.
5. 1000 человек из Куринского пехотного полка, которые должны были вскоре прибыть[6].

24 марта войска начали переправу через Дон. 25 марта Миних получил известия, что расположенные в трёх верстах выше Азова укрепления-каланчи, прикрывающие подступы к крепости, имеют маленькие гарнизоны и разрушенные укрепления. Имея такие сведения и зная, что турки не ожидают наступления раньше апреля, Миних решил штурмовать каланчи 28 марта, атаковав их со стороны реки. Для этого был назначен отряд под командой генерал-майора Ульриха фон Сперейтера в составе: 200 гренадер, 300 солдат, 100 человек минеров и 1200 донских казаков наказного атамана Ивана Фролова. Этот отряд должен был пройти водным путём по Дону и в ночь на 30 марта атаковать каланчи.
27 марта граф Миних переправился через Дон с отрядом из 2 500 пехоты и 150 конных казаков. 28 марта разыгралась снежная буря, в результате чего атаку каланчей пришлось отдожить. 29 марта к отряду Миниха присоединились казаки Краснощёкова, а 30 марта Миних встал лагерем в шести верстах от Азова.
В ночь на 31 марта отряд Сперейтера атаковал и захватил левобережную каланчу, после чего отправил гарнизону правобережной каланчи предложение о сдаче на условии выдачи оружия и ухода гарнизона в Азов. Комендант правобережной каланчи Ада-Баш принял условия и сдал укрепление. После взятия каланчей Миних перенес свой лагерь ближе к Азову. Узнав о нападении, гарнизон Азова поджег форштадт крепости и начал готовиться к обороне. Кочевавшие рядом около 1000 татар не стали уходить в крепость, а преследуемые казаками Краснощёкова ушли на Кубань. Изучив обстановку, Миних пришел к выводу, что для штурма крепости у него ещё мало войск и решил остановиться на обеспечении блокады. 1 апреля армия Миниха организовала лагерь недалеко от Дона и садов Азова, в месте, где инженеры нашли достаточно хорошей воды, дров, соломы и тростника. При вступлении Миниха в лагерь и на следующий день турки стояли в полной готовности на стенах, ожидая решительных действий со стороны русских.
Стремясь обеспечить блокаду, Миних выслал против крепости Лютик отряд генерала Сперейтера. Крепость находилась к северу от Азова и господствовала над устьем Мёртвого Донца. 3 апреля отряд Сперейтера подступил к крепости с востока, а донские казаки, сплавившись по реке, вышли с запада. Гарнизон крепости, не ожидавший нападения, попытался оставить крепость и уйти в Азов, но был взят в плен. Русские захватили в крепости 20 орудий и запасы. Захватив Лютик, русские получили возможность выйти к морю, минуя Азов. Для этого были выделены 1000 казаков, которые на лодках вышли к морю. Там отряд должен был соорудить редуты и разместить 14 орудий.
5 апреля к Азову прибыл генерал Левашов. 6 апреля граф Миних сдал командование Левашову, снабдив его подробными инструкциями, и отбыл для подготовки похода на Крым. Не имея достаточных сил для действий против Азова, Левашов сконцентрировался на обеспечении блокады (по возможности, сужая её), постройке дополнительных укреплений для лагеря и подвозе припасов и материалов, необходимых для осады. Турки пытались беспокоить русские войска. 14 апреля 300 пехотинцев и 300 конных турок напали на русский обоз, сопровождаемый 100 солдат. Русские огородились обозом и 2 часа сдерживали атаки, пока не подошли казаки, которые отбросили турок. 16 апреля 1000 янычар и 500 человек конницы попытались атаковать правый фланг русских. Конница ударила на донских казаков, стоявших между редутами, а янычары атаковали редут. Атака была отбита. Турки потеряли около 100 человек, русские 17 человек убитыми и ранеными. 6 мая значительный конный отряд вновь попытался произвести атаку. Левашов заранее узнал про нападение и выделил 400 казаков в засаду. Пропустив противника, казаки атаковали его с фланга и в тыл, опрокинув неприятеля, который был вынужден отступить.
15 мая в лагерь прибыл Пётр Ласси, пожалованный в генерал-фельдмаршалы. Ласси был назначен командовать осадой Азова ещё 14 марта 1736 года, когда возвращался с армией из Рейнского похода. Оставив армию в Нейгаузе в одном переходе от Вены, Ласси выехал в Азов и 27 апреля в Царицынке встретился с Минихом, обсудив план осады. Торопясь к Азову, Ласси на пути от Бузовой к Изюму, подвергся нападению крымских татар. С фельдмаршалом было только 40 человек конной ландмилиции. Потеряв 20 человек из конвоя, свой экипаж и вещи на 10 000 рублей, фельдмаршал сумел уйти верхом. После этого он уже не решился ехать по степи впереди Украинской линии, а поехал за линией в крепость св. Анны, а оттуда в Азов.

## Осада

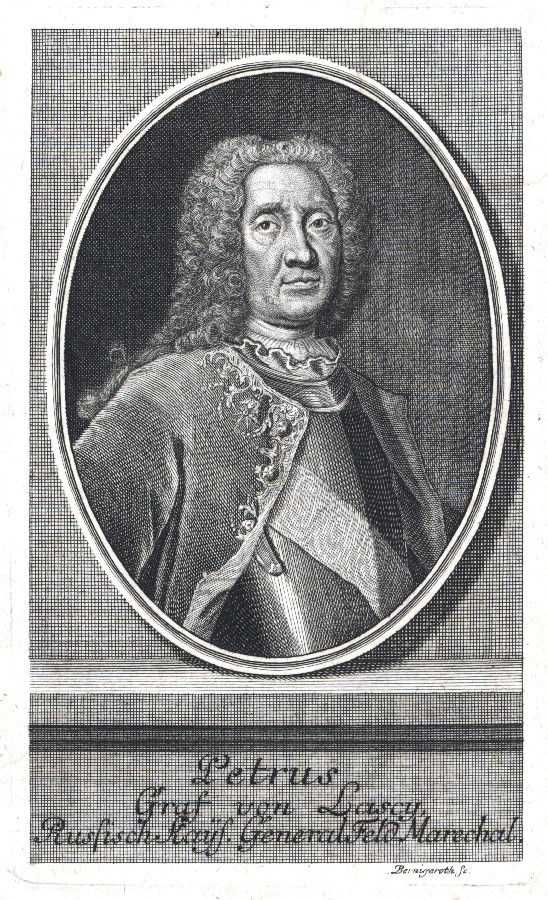
Генерал-фельдмаршал Пётр Петрович Ласси

Прибыв в расположение армии, граф Ласси в этот же день 15 мая осмотрел расположение своих войск, и произвёл рекогносцировку позиций противника и окрестностей Азова. По приказу фельдмаршала, артиллеристы бросили в крепость 7 бомб из мортир, на что турки ответили усиленной стрельбой.
Вверенная графу Ласси армия состояла из 8493 человек в регулярных полках и 3381 человека иррегулярных войск (казаков и калмыков). В регулярных войсках было 177 подъёмных и артиллерийских лошадей, из которых 7 негодных. В нерегулярных войсках было 1044 человека конных и 2837 пеших. Больных в регулярных войсках было 700 человек. На вооружении стояло три 5-пудовых мортиры и одна 12-фунтовая пушка, остальная артиллерия ещё не была выгружена из судов, стоявших у Скопинской пристани. Флот ещё был в пути, и в распоряжении армии были 30 каек и 6 полупрамов. В день приезда Ласси контр-адмирал Бредаль прибыл к каланчам с несколькими галерами. В армии был большой недостаток провианта и обмундирования. В полках было много ещё необученных рекрутов, у которых даже не было мундиров. Иррегулярные войска большей частью состояли из стариков или очень молодых, которые, по словам фельдмаршала, «не только против неприятеля к делу, и ко употреблению в работу мало пригодны».
Такое состояние армии объясняется тем, что стремясь не упустить момент внезапности, войска выступили без всякой подготовки. Вместе с тем, учреждения, которые должны были обеспечить снабжение и довольствие, работали крайне медленно. Фельдмаршал во всеподданнейших донесениях постоянно просил оказать давление на кого следует и «снабдить Вашего Императорского Величества крепкими Указами».
Изучив состояние обороны Азова, фельдмаршал пришёл к выводу, что «город, по-видимому, находится в твёрдом состоянии и по производимой ежедневной пальбе артиллериею довольно и гарнизоном по чинимым до сего времени вылазкам и нынешним их ноступкам содержит себя не оплошно». Выполняя план кампании, граф Ласси принял решение о подготовке штурма. После проведённой 16 мая рекогносцировки инженерами, под командой генерал-квартирмейстера барона Петра де Бриньи, атаку решили проводить с двух сторон. Основная атака должна была быть произведена на западном фронте крепости, от левого фланга осаждающей армии, а демонстративная — против восточного фронта, на Алексеевский кронверк, — от правого фланга.
Началом осады Азова считается 19 мая, когда началось строительство апрошей. Ещё 17 мая началась выгрузка артиллерии и перевозка её в лагерь. Генерал-лейтенант Артемий Загряжский и контр-адмирал Бредаль получили приказ скорее идти к Азову с полками и флотом. 20 мая к армии прибыли 46 будар с провиантом, что позволило выдать в полки месячную порцию довольствия. Благодаря неоднократным приказам фельдмаршала Ласси в войска постепенно прибывали подкрепления, причем в лагерь подкрепления приходили ежедневно маленькими отрядами.
19 мая, когда начались осадные работы, 300 конных турок и 500 янычар сделали вылазку и напали на 150 гренадер, прикрывавших работы на левом фланге армии. Гренадер поддержала другая часть отряда и турки были отбиты. Русские потери составили 5 человек убитыми и 64 ранеными. После этого Ласси распорядился, чтобы не только охранение, но и люди производящие инженерные работы, выходили на работы с ружьями.
20 мая в лагерь прибыл контр-адмирал Бредаль, который привёл 2 галеры (на следующий день подошли ещё 4 галеры) и 9 прамов, вооруженных 200 орудиями 18- и 24-фунтового калибра. На Бредаля граф Ласси возложил принятие мер к недопущению лодочного сообщения с Азовом, а часть судов приказал отправить к устью Дона для недопущения прохода турецкого флота. Начиная с 24 мая по Азову открыла огонь осадная артиллерия и уже вела его на протяжении всей осады.

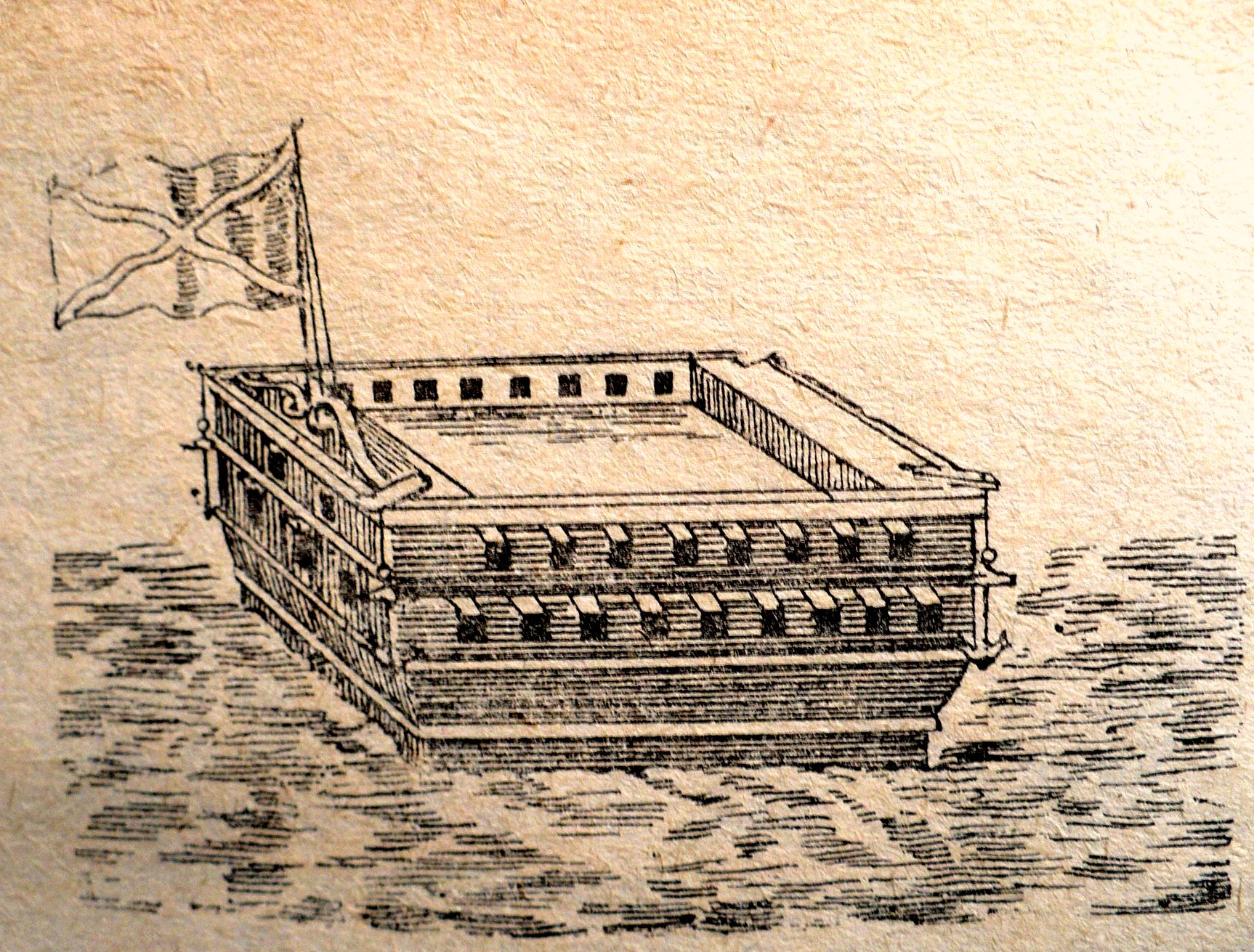
44-пушечный прам

27 мая турки произвели большую вылазку с целью помешать осадным работам. Отряд численностью более 2000 человек атаковал левый фланг осаждающей армии. Первоначально туркам, поддержанным сильным огнём с крепостных стен, удалось потеснить русских. Прибывший с 500 гренадерами и сотней драгун фельдмаршал Ласси лично атаковал неприятеля в обход, что заставило турок поспешно отступить. Русские потери составили: убитыми 21, включая 2 офицеров, ранеными 191, включая 4 офицера.
2 июня к устью Бредаль послал 6 малых прамов под командой лейтенанта Костомарова. Вскоре к устью Дона подошел флот капутан-паши Джиакул-Кодиа, который собирался доставить в Азов подкрепления. Мелководность устья Дона не позволила войти флоту в реку, а позиции русской флотилии лишили его возможности связаться с Азовом на шлюпках. Не сумев пробиться в Азов, капутан-паша отступил.
11 июня русские открыли стрельбу по крепостным веркам из всех орудий. Такая стрельба поддерживалась на всем протяжении осады. Для обеспечения обстрела со стороны реки, Бредалю было приказано поставить прамы на Дону выше Азова. 12 июня огонь открыл один прам, а с 13 июня огонь открыли три прама. Удачный огонь этих прамов понудил командование прибавить к ним ещё шесть прамов, которые и вели огонь до дня сдачи крепости.
Осаждённые отвечали огнём своей артиллерии, но достаточно пассивно. Вместе с тем, туркам удавалось поддерживать связь со степями. Так, 28 мая в крепость прорвались 100 татар, а 4 июня несколько турок смогли уйти из крепости в степь. 14 июня турки опять сделали вылазку и на левом фланге осаждающих атаковали рабочую команду в 600 человек. В это время рядом проезжал Ласси, который, собрав 200 драгун, отбросил турок и даже захватил укрепленный пост в 25 шагах от форштадта, где приказал поставить батарею. В ночь на 15 июня и днём 15 июня турки сделали ещё две вылазки, но и они были отбиты. 19 июня от попадания бомбы в Азове взорвался пороховой погреб. Взрывом было разрушено 5 мечетей, 100 домов и погибло около 300 человек.
В ночь с 28 на 29 июня фельдмаршал Ласси назначил штурм форштадта. Штурмовую колонну составляли 300 гренадер и 700 мушкетёр полковника Ломана. Поддержанный огнём прамов и батарей, ровно в 12 часов ночи полковник пошел на штурм. Турки упорно сопротивлялись и взорвали две мины, но были принуждены отступить, бросив одну пушку с запасом картечи и ручных гранат. При штурме русские потеряли убитыми 7 человек, включая 2 офицеров, ранеными 38 нижних чинов. Без вести пропали 2 нижних чина.

## Капитуляция города

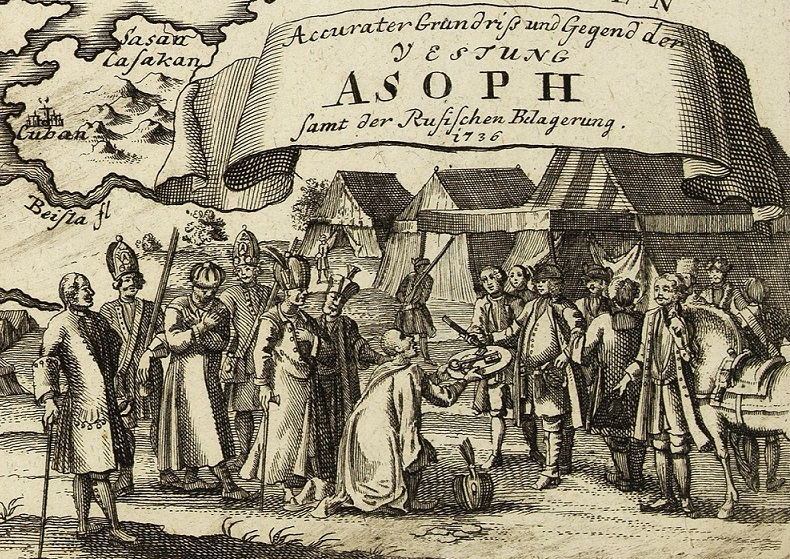
Капитуляция Азова в 1736 году. Азовский паша Мустафа Ага вручает ключи от города фельдмаршалу графу Ласси. Фрагмент немецкой гравюры 1740 года

Следствием ночной атаки стало предложение азовского паши, Мустафы-Аги, о сдаче города. 30 июня начались переговоры. Гарнизон капитулировал на следующих условиях: «Город Азов в подданство Ея Императорскаго Величества Всероссийское оставляется»; гарнизон выйдет из крепости без военных почестей и под конвоем будет отведён в турецкие владения с условием не воевать против русских в течение одного года; военным разрешалось оставить собственное оружие в количестве одного ружья, лука, пистолета и сабли; все казённое оружие остается победителю; артиллерия, её принадлежности, провиант, за исключением количества необходимого для довольствия гарнизона во время похода, пороховые погреба и мины остаются победителю; турецкие подданные могут оставаться в городе 14 дней для завершения своих дел и им обеспечивается безопасность и справедливое отношение к имуществу.
Организация доставки капитулировавших турок до города Ацука была возложена на контр-адмирала Бредаля, которому было направлено распоряжение фельдмаршала Ласси: «Понеже по силе учиненной с Турецким Пашей Мустафой Агой бывшим в Азове капитуляции надлежит его и бывшей же в Азове по нем Турецкой гарнизон и всех тамо живущих турецких подданных с женами и с детьми и пожитками водою и сухим путём препроводить нам до первого отсюдова их городка имянуемого Ацука. Того ради изволите ваше превосходительство для того их к помянутому месту препровождения изготовить сего числа 30 каек, 7 ботов и для конвоирования 2 галеры на которых имеют быть посажирами на одной выше помянутый Паша, а на другой Янычар Ага и велеть оные завтрашнего числа препроводить к Азовской пристани…».
8 июля турецкий гарнизон в составе 3463 человек покинул крепость. Вместе с гарнизоном ушли 2233 человека горожан и 121 купец из армян и греков. В городе было освобождено 119 пленных разных наций. В крепости было найдено: 136 медных пушек, 68 чугунных, 6 медных дробовиков, 24 чугунных дробовика, 2 медные мортиры, 5 чугунных мортир, 23 медных базов и множество боеприпасов.

## В литературе
Рассказ старухи из повести Вольтера «Кандид, или Оптимизм»:

Мы находились в маленькой крепости на Меотийском болоте под стражей двух черных евнухов и двадцати солдат. Русских убили очень много, но они сторицей отплатили за это. Азов был предан огню и мечу; не щадили ни женщин, ни детей, ни стариков; держалась только наша маленькая крепость; неприятель решил взять нас измором. Двадцать янычар поклялись не сдаваться. Муки голода довели их до того, что, не желая нарушать клятву, они принуждены были съесть двух евнухов. Наконец через несколько дней они решили взяться за женщин. С нами был очень благочестивый и сострадательный имам, который произнес прекрасную проповедь, убеждая их не убивать нас. «Отрежьте, — сказал он, — только по половине зада у каждой из этих дам: у вас будет отличное жаркое». Он был очень красноречив; он убедил их; они проделали над нами эту ужасную операцию.